# Arcas imperialis
Espèce
Arcas imperialis est une espèce d'insectes lépidoptères - ou papillons de la famille des Lycaenidae, sous-famille des Theclinae et du genre Arcas.

## Dénomination
Arcas imperialis a été décrit par Pieter Cramer en 1775, sous le nom initial de Papilio imperialis.

### Synonymie
- Papilio actaeon Fabricius, 1775;
- Papilio venus Fabricius, 1781;
- Theritas oakesii Butler, 1884;
- Arcas magnifica Austin & Johnson, 1995;
- Thecla imperialis ; Hewitson, 1865;
- Eucharia imperialis ; Boisduval, 1870[1].

### Noms vernaculaires
Arcas imperialis se nomme Impérial Arcas en anglais.

## Description
Arcas imperialis d'une envergure d'environ 32 mm, possède à chaque aile postérieure deux queues longues, fines et recourbées. Le dessus est bleu-vert clair avec l'apex des antérieures noir.
Le revers est vert clair marbré de noir aux ailes postérieures qui présentent une plage rose chez la femelle.

## Écologie et distribution
Il est présent au Mexique, à Panama, en Colombie, en Bolivie, au Pérou, en Équateur, au Brésil au Surinam, en Guyana et en Guyane,.

### Protection
Pas de statut de protection particulier.